# Lista över vattendrag på Irland

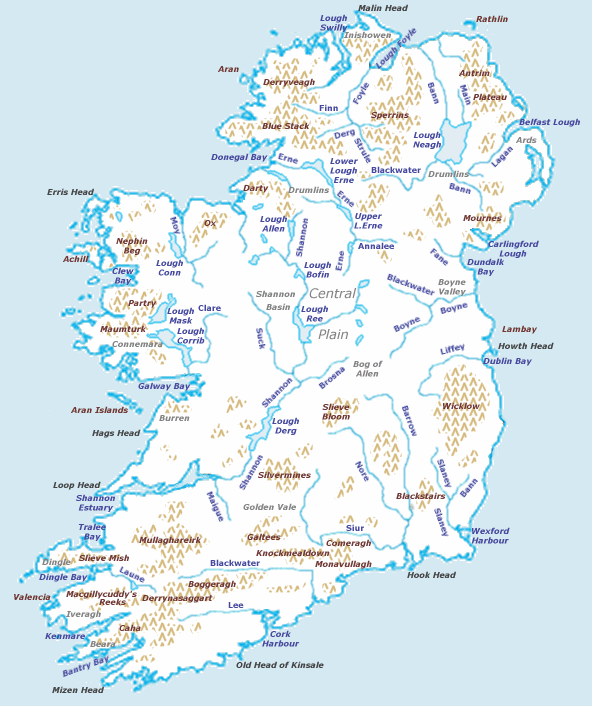
Karta över Irlands floder (klicka för att förstora)

Detta är en Lista över vattendrag på Irland. Listan omfattar vattendrag på hela ön, det vill säga både i republiken Irland och i Nordirland. 

## Lista över större vattendrag
Listan täcker de längsta vattendragen på ön samt de med störst snittflöde.
|                                        | Vattendrag                                               | Mynnar i                                  | Counties                                                                                          | Längd (km) | Avr. område (km2) | Snittflöde (m3/s) |
| -------------------------------------- | -------------------------------------------------------- | ----------------------------------------- | ------------------------------------------------------------------------------------------------- | ---------- | ----------------- | ----------------- |
| 1                                      | Shannon (med mynningsvik och flöde genom ingående sjöar) | Atlanten                                  | Cavan, Leitrim, Roscommon, Longford, Westmeath, Galway, Offaly, Tipperary, Clare, Limerick, Kerry | 360        | 16 800            | 209 (300)         |
| 2                                      | Barrow                                                   | Waterford Harbour, Keltiska havet         | Laois, Kildare, Kilkenny, Carlow, Wexford, Waterford                                              | 192        | 3 067             | 46.5c             |
| 3                                      | Suir                                                     | Waterford Harbour, Keltiska havet         | Tipperary, Waterford, Kilkenny, Wexford                                                           | 184        | 3 610             | 76c               |
| 4                                      | Blackwaterfloden                                         | Keltiska havet                            | Kerry, Cork, Waterford                                                                            | 168        | 3 324             | 87.5              |
| 5                                      | Bann (inklusive sträckan genom Lough Neagh)c             | Nordkanalen                               | Down, Armagh, Antrim, Londonderry                                                                 | 159        | 5 8082            | 92 (102.5)        |
| 6                                      | Nore                                                     | Barrow                                    | Tipperary, Laois, Kilkenny                                                                        | 140        | 2 530             | 42c               |
| 7                                      | Suck                                                     | Shannon                                   | Roscommon, Galway                                                                                 | 133        | 1 600             | 22.2              |
| 8                                      | Liffey                                                   | Dublinviken, Irländska sjön               | Wicklow, Kildare, Dublin                                                                          | 132        | 1 256             | 17                |
| 9                                      | Erne                                                     | Atlanten                                  | Cavan, Fermanagh, Donegal                                                                         | 129        | 4 372             | 85                |
| 10                                     | Foyle (including Rivers Mourne, Strule & Camowen)        | Lough Foyle, Atlanten/Irländska sjön      | Tyrone, Londonderry, Donegal                                                                      | 129        | 2 925             | 90                |
| 11                                     | Slaney                                                   | Wexford Harbour, Irländska sjön           | Wicklow, Carlow, Wexford                                                                          | 117        | 1 762             | 39                |
| 12                                     | Boyne                                                    | Irländska sjön                            | Kildare, Offaly, Meath, Louth                                                                     | 113        | 2 695             | 38.5              |
| 13                                     | Moy                                                      | Atlanten                                  | Sligo, Mayo                                                                                       | 101        | 2 086             | 63                |
| 14                                     | Clare                                                    | Corrib                                    | Mayo, Roscommon, Galway                                                                           | 93         | 1 108             | 22,9              |
| 15                                     | Blackwaterfloden                                         | Bann                                      | Tyrone, Monaghan, Armagh                                                                          | 92         | 1 507             | 19.7              |
| 16                                     | Inny                                                     | Shannon                                   | Cavan, Longford, Westmeath                                                                        | 89         | 1 254             | 18,4              |
| 16                                     | Lee                                                      | Cork Harbour, Keltiska havet              | Cork                                                                                              | 89         | 1 253             | 40                |
| 18                                     | Lagan                                                    | Belfast Lough, Nordkanalen/Irländska sjön | Down, Antrim                                                                                      | 86         | 565               |                   |
| 19                                     | Brosna                                                   | Shannon                                   | Westmeath, Offaly                                                                                 | 79         | 1,248             |                   |
| 20                                     | Laune (inklusive Lough Leane och Flesk)                  | Atlanten                                  | Kerry                                                                                             | 76         | 829               | 43                |
| 21                                     | Feale                                                    | Shannon                                   | Cork, Limerick, Kerry                                                                             | 74         | 1 170             | 34.6              |
| 22                                     | Bandon                                                   | Keltiska havet                            | Cork                                                                                              | 72         | 608               | 21.5              |
| 23                                     | Kells Blackwater                                         | Boyne                                     | Cavan, Meath                                                                                      | 68         | 733               | 15.08             |
| 24                                     | Annalee                                                  | Erne                                      | Monaghan, Cavan                                                                                   | 66,8       | 522               |                   |
| 25                                     | Bride                                                    | Blackwaterfloden                          | Cork, Waterford                                                                                   | 64         | 419               |                   |
| 26                                     | Boyle (inklusive Lung)                                   | Shannon                                   | Mayo, Sligo, Roscommon                                                                            | 64         | 725               | 13,57             |
| 27                                     | Deel                                                     | Shannon                                   | Cork, Limerick                                                                                    | 63,2       | 481               | 12,56             |
| 28                                     | Robe                                                     | Corrib                                    | Mayo                                                                                              | 62,8       | 320               | 15,6              |
| 29                                     | Finn                                                     | Foyle                                     | Donegal, Tyrone                                                                                   | 62,8       | 505               |                   |
| 30                                     | Maigue                                                   | Shannon                                   | Cork, Limerick                                                                                    | 62         | 1 000             |                   |
| 31                                     | Fane                                                     | Irländska sjön                            | Monaghan, Armagh, Louth                                                                           | 61,2       | 350               |                   |
| 32                                     | Ballisodare                                              | Atlanten                                  | Sligo                                                                                             | 60,8       | 650               | 18,25             |
| 33                                     | Dee                                                      | Irländska sjön                            | Cavan, Meath, Louth                                                                               | 60,4       | 392               |                   |
| 34                                     | Fergus                                                   | Shannon                                   | Clare                                                                                             | 58,4       | 1 043             | 25.7              |
| 35                                     | Little Brosna                                            | Shannon                                   | Offaly, Tipperary                                                                                 | 57,6       | 662               | 12,55             |
| 36                                     | Mulkear (inklusive Bilboa)                               | Shannon                                   | Tipperary, Limerick                                                                               | 55,9       | 650               |                   |
| 37                                     | Glyde                                                    | Irländska sjön                            | Cavan, Meath, Louth                                                                               | 55,9       | 348               |                   |
| Kortare vattendrag med högt snittflöde |                                                          |                                           |                                                                                                   |            |                   |                   |
|                                        | Corrib                                                   | Galway Bay, Atlanten                      |                                                                                                   | 6          |                   | 105,5             |
|                                        | Cong                                                     | Corrib                                    |                                                                                                   |            |                   | 37,6              |
|                                        | Avoca                                                    | Irländska sjön                            |                                                                                                   |            |                   | 22                |
|                                        | Mourne                                                   | Foyle                                     |                                                                                                   |            |                   | 21,1              |
|                                        | Derg                                                     | Foyle                                     |                                                                                                   |            |                   | 16,2              |
|                                        | Main (vattendrag, Irland)                                | Bann                                      |                                                                                                   |            |                   | 15,4              |
|                                        | Allie                                                    | Corrib                                    |                                                                                                   |            |                   | 15,0              |
|                                        | Owenmore River                                           | Atlanten                                  |                                                                                                   |            |                   | 14,7              |